# Crévic

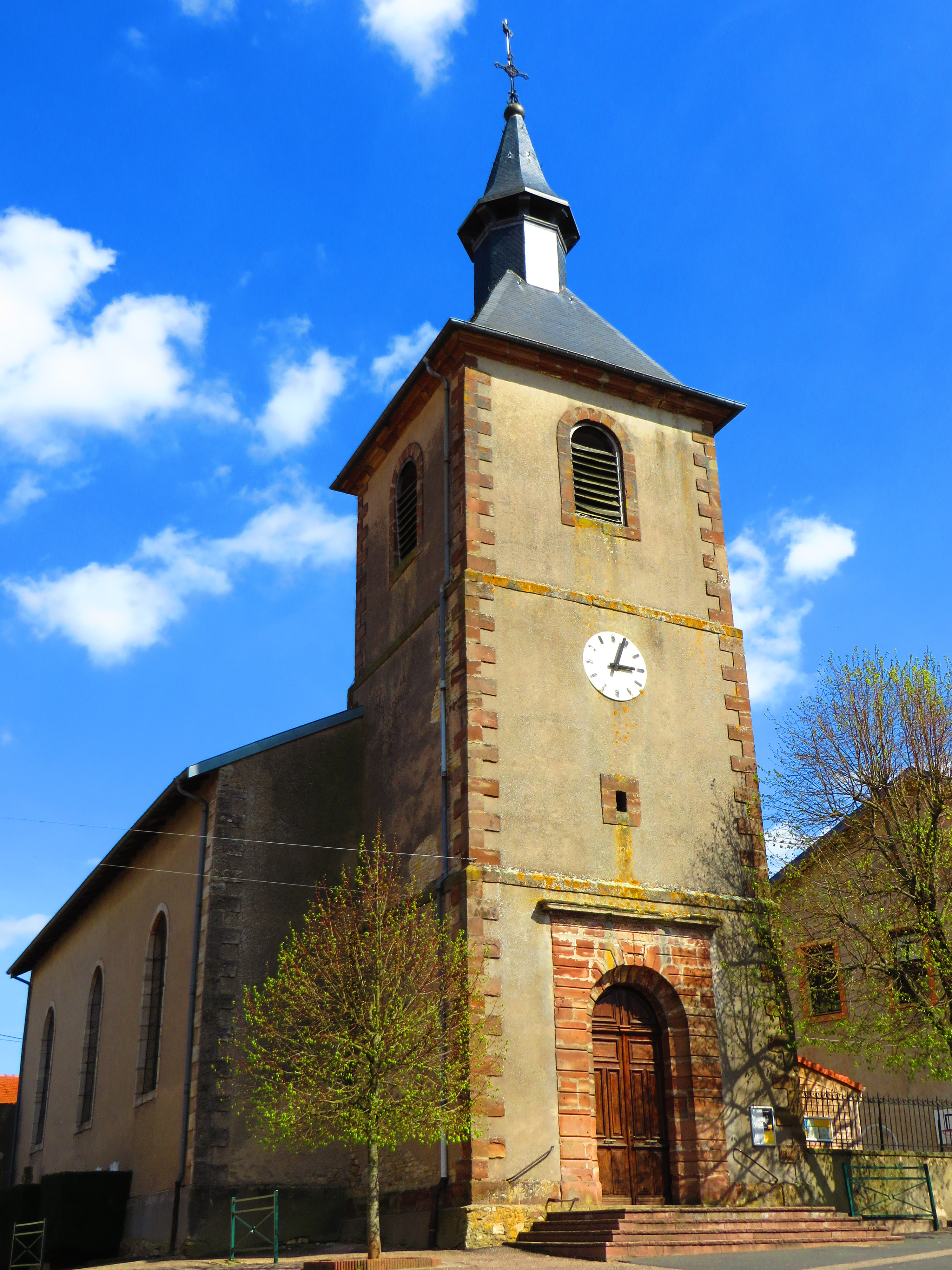
Kościół św. Denisa (2014)

Crévic – miejscowość i gmina we Francji, w regionie Grand Est, w departamencie Meurthe i Mozela.
Według danych na rok 1990 gminę zamieszkiwało 859 osób, a gęstość zaludnienia wynosiła 80 osób/km² (wśród 2335 gmin Lotaryngii Crévic plasuje się na 410. miejscu pod względem liczby ludności, natomiast pod względem powierzchni na miejscu 554.).

## Populacja

Populacja Crévic w latach 1962–2008